# West-Aserbaidschan
West-Aserbaidschan (persisch آذربايجان غربى Azarbaidschan-e Gharbi, DMG Āẕarbāyǧān-e Ġarbī; aserbaidschanisch Qərbi Azərbaycan) ist eine iranische Provinz. Die Hauptstadt ist Urmia. West-Aserbaidschan ist ein Teil der nordwest-iranischen Landschaft Āzarbāydschān, die an die Türkei, die Autonome Region Kurdistan und die Autonome Republik Nachitschewan, eine Exklave des Staates Aserbaidschan, grenzt.
In der 37.437 Quadratkilometer großen Provinz lebten 2016 3.265.219 Menschen, was einer Bevölkerungsdichte von 87 Einwohner pro Quadratkilometer entsprach.

## Geschichte
Als Teil der alten iranischen Region Āzarbāydschān hat die Provinz eine sehr lange Geschichte. So finden sich viele geschichtliche Monumente und Fundstätten wie z. B. die Stele von Bukan, Hadschi Firuz Tepe, Hasanlu, Dalmā Tepe, Kordlar Tepe, Musasir und Bastam in West-Aserbaidschan. Mit den türkisch-russisch-persischen Grenzverträgen von 1813, 1828 und 1878 kam das heutige Gebiet West-Aserbaidschan völkerrechtlich an das damalige Persien, das vorher formal die Oberhoheit über dieses hatte. Damit entstanden die noch heute gültigen türkisch-aserbaidschanisch-iranischen Außengrenzen. Im 20. Jahrhundert wurde die Provinz Aserbaidschan in die heutigen Provinzen West-Aserbaidschan, Ost-Aserbaidschan und Ardabil aufgeteilt. Es bildet heute eine der 31 iranischen Provinzen.
Herausgehobene Ereignisse, die im 20. Jahrhundert die Region betrafen:
- Die anglo-sowjetische Invasion Irans im Jahr 1941
- Die Gründung und Vernichtung der aserbaidschanischen Volksregierung und der kurdischen Republik Mahabad;
- Die periodischen Kämpfe von 1979 bis in die 1990er Jahre in der Nähe der Grenze zum Irak, zwischen den Kurden (nationalistischen und kommunistischen Kräften) auf der einen, sowie der iranischen Regierung auf der anderen Seite.[3]

## Geographie
Das heutige West-Aserbaidschan liegt im äußersten Nordwesten Irans. Die Hauptstadt der Provinz ist die 602.403 Einwohner zählende Stadt Urmia. Von hier sind es bis zur Hauptstadt Teheran knapp 900 Straßenkilometer. Nahe der Hauptstadt liegt der gleichnamige See, der ähnlich wie der Vansee in Anatolien ein riesiger Steppensee ist. Je nach Jahreszeit erreichte er eine Fläche zwischen 5000 und 6000 km², war aber bis Herbst 2023 weitgehend ausgetrocknet. Der abflusslose See ist mit einem Salzgehalt von bis 29 % ganzjährig eisfrei. Die Landschaft ist der des benachbarten Ostanatoliens sehr ähnlich, mit hohen Bergen und vielen weiten Hochebenen. Daneben befindet sich die Stadt Mahabad im Süden der Provinz.

## Verwaltungsgliederung

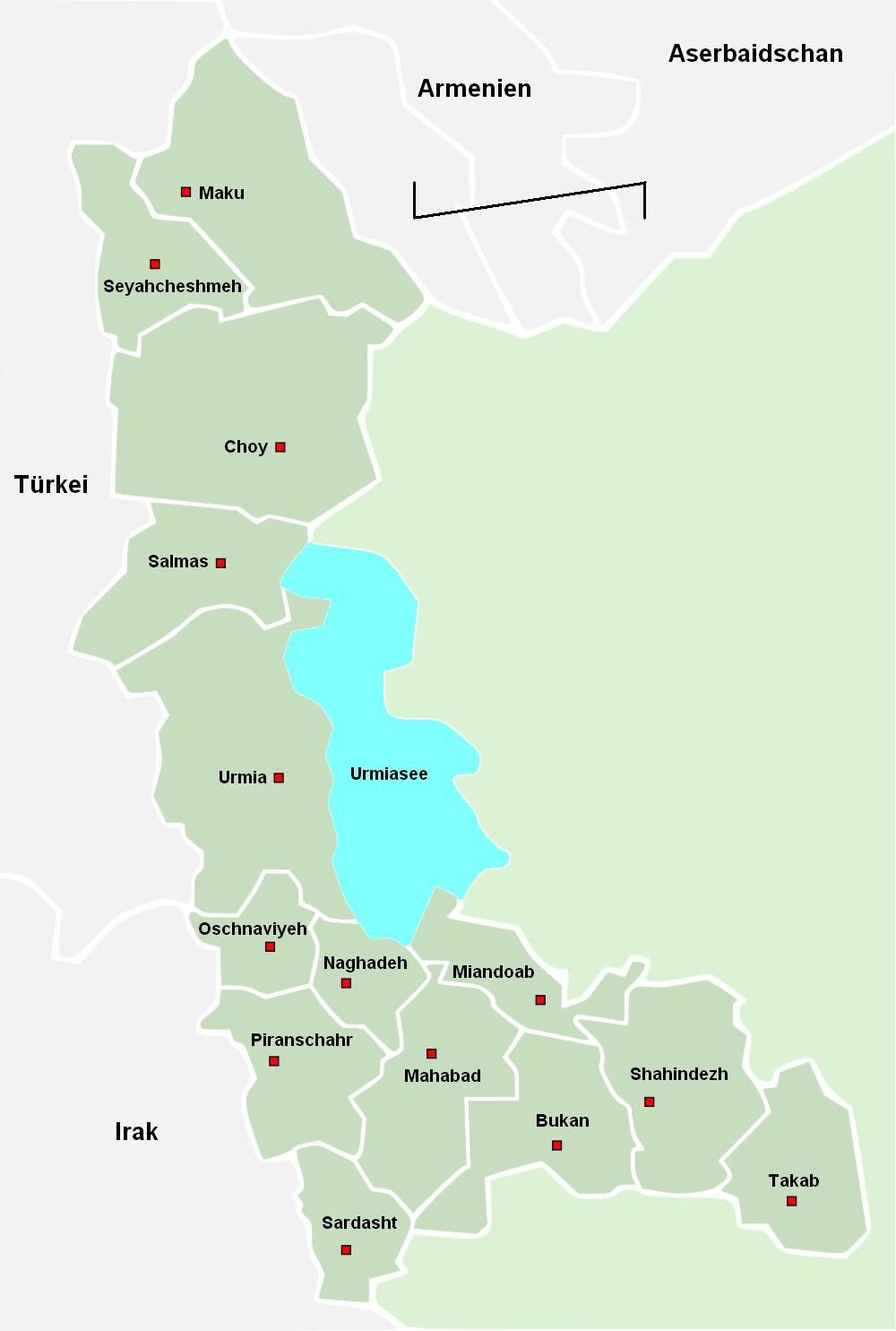
West-Aserbaidschan

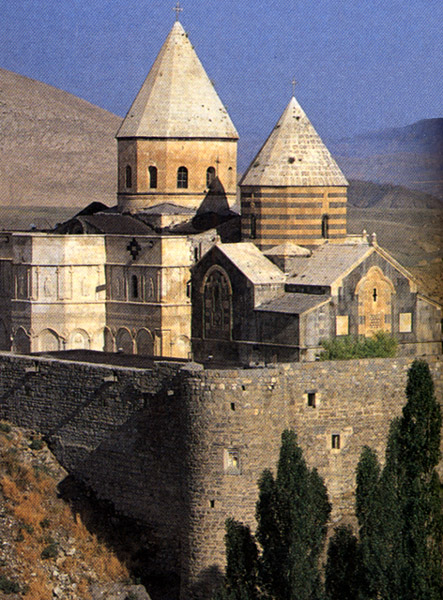
Qarah Kelisa des Klosters Sankt Thaddäus bei Tschaldiran

Die Provinz West-Aserbaidschan gliedert sich in 14 Landkreise:
| - Bukan - Choy - Mahabad (Aser.: Sovujboulagh) - Maku - Miandoab (Aser.: Qoshachay) - Naghadeh (Azer.: Solduz) - Piranschahr (Aser.: Khana) | - Oschnaviyeh (Kurd.: Şino) - Salamas - Sardascht - Seyahcheshmeh - Schahindedsch (Azer.: Sayinqala) - Takab (Azer.: Tikantapa) - Urmia (Azer.: Urmu) - Schowt |

## Die größten Städte
| Rang | Stadt           | Einwohner (VZ 2006) |
| ---- | --------------- | ------------------- |
| 1.   | Orūmīyeh        | 583.255             |
| 2.   | Choy            | 181.465             |
| 3.   | Būkān           | 150.703             |
| 4.   | Mahābād         | 135.780             |
| 5.   | Mīāndoāb        | 114.153             |
| 6.   | Salamas         | 81.342              |
| 7.   | Naghadeh        | 73.438              |
| 8.   | Piranschahr     | 58.177              |
| 9.   | Takāb           | 44.043              |
| 10.  | Mākū            | 42.560              |
| 11.  | Sardasht        | 37.699              |
| 12.  | Shāhīndezh      | 34.660              |
| 13.  | Oshnūyeh        | 30.632              |
| 14.  | Qareh Zīā'oddīn | 22.671              |
| 15.  | Showt           | 25.381              |

Quelle: Statistical Centre of Iran

## Flora und Fauna

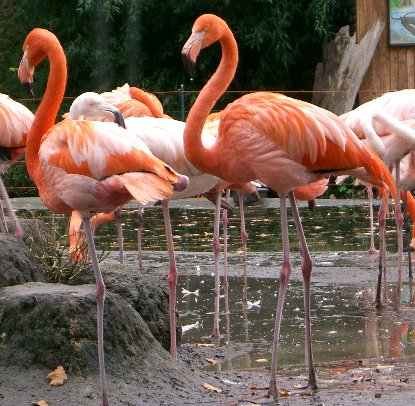
Flamingos

Im Urmiasee kann aufgrund des hohen Salzgehalts nur eine einzige Fischart überleben. Ansonsten ist die Umgebung des Sees ein Paradies für Ornithologen. Es leben dort Flamingos, Pelikane und viele andere Wasservögel. In den Bergen West-Aserbaidschans leben noch einzelne Braunbären und viele Wölfe. In der Region werden sehr viele Obstsorten angebaut. Kirschen gedeihen genauso wie Orangen, Zitronen oder Trauben.

## Klima
Die Provinz hat ein ausgesprochenes Kontinentalklima, welches aufgrund der Höhe der meisten Orte zudem für die geografische Breite extrem kühl ist. Die Winter sind ähnlich kalt wie in den Alpen und die Sommertemperaturen entsprechen denen des Mittelmeeres. Niederschläge fallen ganzjährig, allerdings eher von geringer Intensität. Im Durchschnitt bewegen sich die Temperaturen am Tage zwischen 0 °C im Januar und 30 °C im Juli sowie −8 °C in den Januarnächten und 18 °C in den Julinächten. Wintertemperaturen von unter −20 °C kommen allerdings ebenso regelmäßig vor, wie Sommertemperaturen von über 40 °C.

## Bevölkerung
Die Bevölkerungsmehrheit West-Aserbaidschans stellen die Aserbaidschaner mit einem Anteil von 76,2 Prozent gesamter Einwohner der Provinz und nach ihnen die Kurden mit 21,7 Prozent. Daneben gibt es noch größere Gemeinden von Assyrern und Armeniern. Auch Schahsavan-Nomaden, bekannt auch durch die Herstellung von Shahsavan-Teppichen, leben dort. Die Sprachen Aseri und Kurmandschi sind in der Provinz weit verbreitet und im Süden sprechen viele Menschen das ebenfalls kurdische Sorani. Gerade ältere Menschen können die Landessprache persisch weniger gut verstehen, was bei den Jugendlichen nicht mehr der Fall ist. Offizielle Sprache in Ämtern und Behörden West-Aserbaidschans ist persisch.
Die Angaben der ethnischen Zusammensetzung der Provinz basieren auf Angaben des Generellen Kulturellen Rats der Islamischen Republik Iran, im Jahr 2011 waren sie wie in der folgenden Tabelle.:
| Zeile | Ethnische Gruppe                                                 | Städtische (%) | Ländliche (%) | Männer (%) | Frauen (%) | ohne Abitur (%) | Abitur (%) | Hochschulabschluss (%) | gesamte Provinz (%) |
| ----- | ---------------------------------------------------------------- | -------------- | ------------- | ---------- | ---------- | --------------- | ---------- | ---------------------- | ------------------- |
| 1     | Perser                                                           | 1,3            | –             | 0,3        | 1          | –               | 1,5        | 2,8                    | 0,8                 |
| 2     | Aserbaidschaner                                                  | 82,5           | 66,4          | 67         | 84,7       | 73              | 80,3       | 82,6                   | 76,2                |
| 3     | Kurden                                                           | 15,4           | 31,2          | 30,5       | 13,4       | 26              | 16,1       | 12,8                   | 21,7                |
| 4     | Araber                                                           | –              | –             | –          | –          | –               | –          | –                      | –                   |
| 5     | Belutschen                                                       | –              | –             | –          | –          | –               | –          | –                      | –                   |
| 6     | Luren                                                            | –              | –             | –          | –          | –               | –          | –                      | –                   |
| 7     | Schomali (Gilaker, Mazandaraner, Turkmenen, Dailamen, Talyschen) | –              | –             | –          | –          | –               | –          | –                      | –                   |
| 8     | sonstige                                                         | 0,3            | 2,4           | 1,6        | 1          | 1               | 2,2        | –                      | 1,1                 |
| 9     | ohne Antwort oder mit Antwort: Ich weiß nicht                    | 0,5            | –             | 0,6        | –          | –               | –          | 1,8                    | 0,3                 |

## Religion
Die meisten Einwohner der Provinz sind schiitische Muslime. Es gibt eine noch kleine, hauptsächlich armenisch-orthodoxe christliche Minderheit. Die Hauptstadt Urmia ist zudem Sitz der chaldäischen Kirche, einem Zweig der ostkatholischen Kirche.

## Sehenswürdigkeiten

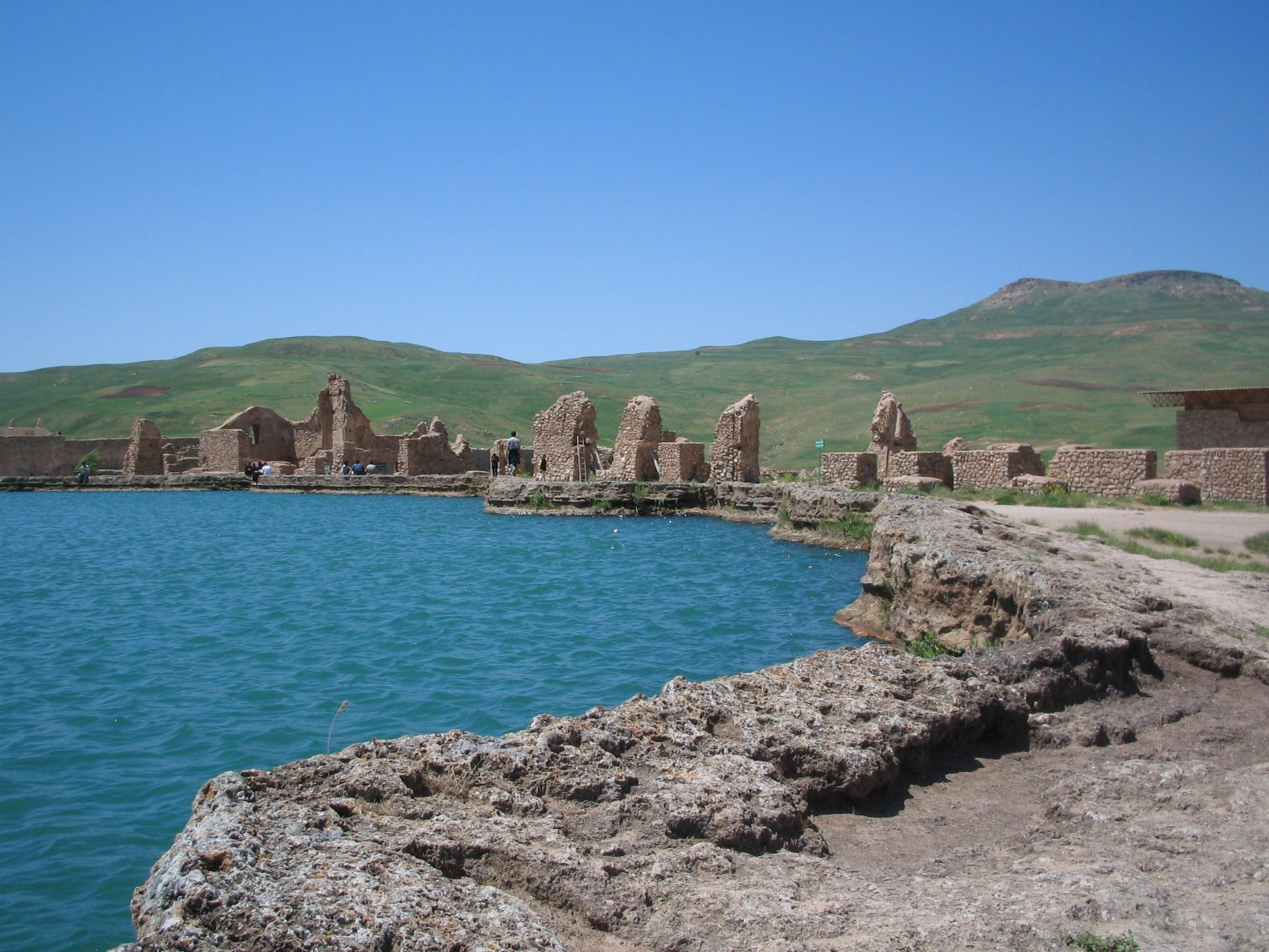
Tacht-e Suleiman, der parthische „Thron des Solomon“ mit dem sasanidischen Feuerheiligtum

Neben dem Urmiasee befindet sich in der Provinz etwa 45 km von der türkisch-iranischen Grenze entfernt das Kloster Sankt Thaddäus. In Urmia selbst befinden sich Zeugnisse der verschiedenen Religionen, wie Kirchen und Moscheen. In der Kleinstadt Takab befindet sich eine sehenswerte Zitadelle aus der Zeit der Sassaniden. In der Kleinstadt Bonab gibt es viele Taubentürme zu bewundern, die denen auf der griechischen Insel Tínos ähneln. Außerdem sind die archäologischen Ausgrabungen von Hasanlu einen Besuch wert. In der iranischen Grenzstadt Bazargan hat man eine grandiosen Ausblick auf den ganzjährig schneebedeckten Ararat in der benachbarten Türkei.

## Hochschulen
- Urmia-University der Medizinwissenschaften
- Urmia-Universität
- Islamische Azad-Universität von Choi
- Islamische Azad-Universität von Mahabad
- Islamische Azad-Universität von Urmia
- Islamische Azad-Universität von Piranschahr